# Automatix
Automatix was een berucht installatiescript dat het installeren van closed-source-software onder Ubuntu automatiseerde. De laatste versie (2.0.2) werd uitgebracht op 27 oktober 2007 en was beschikbaar voor Debian, MEPIS, Ubuntu en andere Linuxdistributies gebaseerd op Debian. Het programma was geschreven in bash en Python. In het begin van 2008 werd het project stopgezet. Een nieuw project met de naam Ultamatix, compatibel met Ubuntu 9.04 en gebaseerd op Automatix, werd gestart.

## Functies
- Opent de terminalemulator xterm voor volledige debuginformatie zoals downloadstatus en veranderingen toegebracht aan het systeem;
- Verwijdert alle gedownloaden bestanden (behalve deze die door apt-get gedownload zijn) automatisch na de installatie;
- Overschrijft niks zonder een back-up te maken;
- Geeft de gebruiker de optie om hun oorspronkelijke sources.list terug te zetten nadat de installaties zijn afgerond.

## Kritiek
Er kwam veel kritiek van Ubuntu-gebruikers en Ubuntu-ontwikkelaars omdat het instabiele software installeerde, onbekende pakketbronnen zonder handtekening toevoegde en omdat het soms pakketten op een verkeerde manier installeerde.